# راشحة فيلية
راشحة فيلية (الاسم العلمي:Percolomonas elephas) هي نوع من اللجفاوات تتبع جنس الراشحة من فصيلة .